# Пропонент
Пропоне́нт (англ. proponent от лат. propono — «предлагать») — тот, кто поддерживает и аргументирует тезис в дебатах. Является антонимом оппонента. Также употребляется в общем смысле как «защитник».
Поскольку пропонент инициирует обсуждение, на нём лежит преимущественная ответственность за обоснованность и осмысленность спора; пропонент должен подготовить как доводы в пользу своего тезиса, так и ответы на возражения оппонента.